# La Sirenetta - La più bella favola di Andersen
La Sirenetta - La più bella favola di Andersen (アンデルセン童話 にんぎょ姫?, Anderusen douwa: Ningyo hime, lett. "Le fiabe di Andersen: La principessa sirena"), talvolta noto semplicemente come La sirenetta, è un film d'animazione del 1975 diretto da Tomoharu Katsumata.
Pellicola prodotta dalla Toei Animation, con il contributo al character design di Shingō Araki, fedele versione animata della celeberrima fiaba La sirenetta dello scrittore danese Hans Christian Andersen, pubblicata per la prima volta nel 1837.

## Trama
Marina è una bellissima principessa sirena bionda che vive con la sua famiglia nel suo palazzo reale, sul fondo dell'oceano. A quindici anni le sirene diventano adulte, così anche lei, raggiunta quell'età, ha il permesso di nuotare fino alla superficie del mare per vedere il mondo esterno. Improvvisamente viene colta da una terribile tempesta: vedendo una nave in balia delle onde, lotta per salvare la vita ad un bellissimo ragazzo che sta per annegare e se ne innamora perdutamente. Scopre poi che è anche un principe.
Dal quel giorno Marina non fa altro che pensare al principe, è talmente innamorata che il suo desiderio più grande è vivere con lui sulla terra. Quando un giorno scopre che il principe vive sulle rive di un fiordo, Marina pensa di andare da lui, ma capisce che per stare con il principe deve diventare anche lei un essere umano, trasformare la coda di pesce in due gambe. C'è solo una persona che può aiutarla: la perfida e potente strega del mare. Quella stessa notte Marina, accompagnata dal suo amico delfino Fritz, esce dal palazzo di suo padre e si dirige verso la tana della strega del mare.
Una volta giunti lì, la strega del mare si offre di aiutarla solo a tre condizioni. Per prima cosa, una volta diventata una ragazza umana, non potrà più tornare ad essere una sirena e quindi non potrà rivedere suo padre, sua nonna, e neppure le sue cinque sorelle. Poi, dovrà far sì che il principe le dichiari il suo amore, perché nel caso in cui lui sposasse un'altra, all'alba del giorno dopo le nozze, Marina perderà la vita, il suo cuore si spezzerà e il suo corpo finirà dissolto in spuma di mare. Infine, la strega del mare chiede che in cambio delle gambe Marina le doni la sua bellissima voce. La sirenetta si fa coraggio ed accetta tutte e tre le condizioni.
Dopo aver ottenuto la pozione, Marina esce dalla tana della strega del mare e trova Fritz che l'aspetta fuori con aria triste, perché ha sentito tutto. Prima di dirigersi verso il fiordo Marina torna a casa, ma non avendo il coraggio di entrare si ferma all'entrata e in silenzio dice addio per sempre alla sua famiglia. Stringendo al cuore la bottiglia che contiene la pozione si dirige verso la foce del fiume Filgio, e giunta a destinazione beve la pozione.
Marina diviene umana, ma per il dolore della trasformazione sviene. Intanto al castello il principe si sveglia, si affaccia alla finestra e mentre guarda il panorama vede Marina svenuta sulla spiaggia. Preoccupato, si precipita a soccorrerla. Marina si riprende e rimane sorpresa quando vede le sue nuove gambe, ma non appena tenta di camminare, cade a terra. Marina viene trasportata al castello e qui viene vestita con gli abiti del principe. Appena si trova da sola con il principe tenta di dirgli che è la donna che lo ha salvato, ma essendo priva di voce non riesce a farsi capire.
Passano due mesi e il principe si è già affezionato a lei: quando Marina suona l'arpa, al principe ricorda il rumore delle onde che si infrangono sulla scogliera e per questo decide di chiamare Marina "Principessa sirenetta". Con il passare delle settimane Marina diventa sempre più felice, passa ogni momento della giornata accanto al principe e con il passare del tempo inizia a pensare che il suo desiderio più grande si potrà avverare presto. Un giorno, però, il principe riceve un messaggio dai genitori che gli ordinano di partire subito per la Finlandia per sposarsi con la principessa di quel paese.
Egli rifiuta, ma il re e la regina lo minacciano di imprigionare Marina per sempre. Così, per salvare Marina dalla prigione, il principe accetta di sposare la principessa, e una volta giunto in Finlandia scopre che lei altri non è se non la ragazza che aveva visto dopo che Marina lo aveva salvato. Credendo che sia la sua salvatrice accetta di sposarla. Quando Marina viene a saperlo, le si spezza il cuore. In quello stesso giorno si celebrano le nozze e quella stessa notte durante il viaggio di ritorno sulla nave che aveva portato lì il principe, Marina resta tutta sola sul ponte a pensare alla sua vita. Ora che il principe ha sposato la principessa, secondo quello che le ha detto la strega, lei è condannata a morire diventando spuma di mare, appena il sole sorgerà.
Ma non tutto è perduto, infatti Fritz non l'ha mai persa di vista da quando si è trasformata. Una volta saputo del matrimonio ha avvertito le sorelle di Marina e loro hanno escogitato un piano per salvare la sorella dal tremendo destino che l'attende. Si recano da lei con un pugnale, spiegando che sono andate dalla strega per chiederle di rompere l'incantesimo di cui lei è vittima, e lo hanno ottenuto in cambio dei loro capelli. Le dicono che deve uccidere il principe con il pugnale e bagnarsi le gambe con il sangue, così potrà ritornare ad essere una sirena, ma deve farlo prima del sorgere del sole. Poi le sorelle e Fritz se ne vanno lasciando Marina da sola e indecisa. Lei guarda l'orizzonte e vede che è già illuminato, e capisce che l'alba è vicina, quindi decide di fare come le hanno detto le sorelle.
Con il cuore in gola Marina scende sotto coperta e una volta giunta alla tenda dove dormono gli sposi si avvicina al letto e alza il pugnale e si prepara così a colpire. Quando però vede il viso del principe, a Marina tornano in mente tutti i bellissimi momenti passati con lui in quei due mesi e così l'amore che prova per il principe blocca le sue mani e le impedisce di ucciderlo. Quando ritorna sul ponte Marina pensa che tornerà di nuovo a far parte del suo mondo anche se dissolta in spuma di mare, e poi getta in acqua il pugnale che subito scomparve emanando una luce che sveglia il principe. Spaventato, sale sul ponte e vede Marina sul parapetto e la chiama. Marina lo sente ma non si ferma e si getta in mare. Mentre il principe sta per tuffarsi per riportare Marina a bordo, vede dal parapetto un pezzo della sua coda e la spilla a forma di fiore con una perla datale dal padre il giorno del suo quindicesimo compleanno, quando tutto aveva avuto inizio. In quel momento sorge il sole e quando la luce illumina il corpo di Marina che sta sprofondando accade quello che le aveva detto la strega. Il suo cuore si spezza, e il suo corpo si dissolve in tanta spuma di mare.
Ma prima di sparire per sempre, sul volto di Marina compare un bellissimo sorriso, e mentre la spuma sollevata dal vento si alza in cielo, il principe la vede. Vedendo la perla e il pezzo di coda, comprende che era proprio lei la donna che lo aveva salvato. Il principe con il cuore infranto non può far altro che guardare Fritz che insegue la spuma, ma si racconta che lo spirito di Marina non si sia dissolto come il suo corpo, e che il suo coraggio e la sua bontà siano ancora vivi nella fantasia di tutti i bambini.

## Personaggi
Marina (マリーナ（にんぎょ姫）?, Marīna (Ningyo hime))
È la figlia più giovane del Re del Mare e protagonista del film. È una sirena di 14 anni curiosa, indipendente, ribelle, con una voce meravigliosa e un grande cuore. Si innamora del principe e per lui decide di trasformarsi in umana stringendo un patto con la strega del mare e rinunciando alla sua voce. Per amore del principe arriva a sacrificare tutta se stessa, infatti alla fine si sacrifica per il principe e muore trasformandosi in spuma di mare.
Principe (王子（フィヨルド）?, Ōji (Fiyorudo), Fiordo)
Viene salvato da Marina durante una tempesta, ma lui crede che a salvarlo sia stata la principessa di Finlandia, della quale si innamora. Quando Marina arriva sulla terra si affeziona molto a lei ma non se ne innamora e decide di sposare invece la principessa di Finlandia. Alla fine scopre la verità quando è ormai troppo tardi, vedendo Marina trasformasi in spuma di mare.
Strega del Mare (魔女?, Majo)
È una potente maga oscura temuta da tutti gli abitanti del mare che agisce sempre per proprio tornaconto. Aiuta Marina a trasformarsi in essere umano, pretedendo però in cambio la sua voce.
Re del Mare (にんぎょの王?, Ningyo no ō)
È il re degli abissi e padre di Marina. Vuole molto bene alle figlie in particolar mondo a Marina.
Regina Madre del Mare (にんぎょの老妃?, Ningyo no rō hi)
È la saggia nonna di Marina e madre del Re.
Sorelle di Marina (マリーナの姉姫?, Marīna no ane hime)
Sono le cinque sorelle maggiori di Marina. Vogliono molto bene alla sorellina e per questo cercano di salvarla dalla morte sacrificando i loro capelli alla Strega, che tramite loro fa sapere a Marina che per salvarsi deve uccidere il principe.
Fritz (フリッツ?, Furittsu)
È un delfino migliore amico di Marina. Tenta di starle sempre accanto anche quando lei diventa umana. Insieme alle sorelle cerca di salvare Marina dalla morte.
Principessa di Finlandia (スオミの姫?, Suomi no hime)
Trova il principe sulla spiaggia dove lo porta Marina dopo averlo salvato e a causa di questo viene scambiata da lui per colei che l'ha salvato. Alla fine sposa il principe causando la morte di Marina.

## Produzione
Il film si distingue per la sua rispondenza alla trama e alla filosofia che sta alla base della fiaba di Hans Christian Andersen.
Presenta alcune riprese della città di Copenaghen (tra cui anche la celebre statua della Sirenetta) all'inizio e alla fine della storia.
È stato il primo anime ad aver avuto una donna, Reiko Okuyama, come direttore delle animazioni.

## Colonna sonora
1. Akogare (あこがれ, lett. "Desiderio") di Tokiko Iwatani (testo) e Takekuni Hirayoshi (musica e arrangiamento), cantata da Kumiko Ōsugi (canzone dei titoli di testa)
2. Matteita Hito (待っていた人, lett. "La persona che aspettavo") di Tokiko Iwatani (testo) e Takekuni Hirayoshi (musica e arrangiamento), cantata da Kumiko Ōsugi in originale e da Gianna Spagnulo in italiano

## Distribuzione

### Date di uscita
- 21 marzo 1975 in Giappone
- 23 luglio 1976 in Polonia (Mała syrena)
- 17 dicembre in Brasile (A Pequena Sereia)
- 13 gennaio 1977 in Argentina (La Princesa Sirena)
- 21 marzo in Unione Sovietica (Принцесса подводного царства)
- 2 novembre in Spagna (La pequeña sirenita)
- 10 novembre in Ungheria (A kis hableány)
- 4 febbraio 1978 negli Stati Uniti (Hans Christian Anderson's The Little Mermaid)
- 19 giugno 1979 in Québec (La petite sirène)
- 30 luglio in Australia (The Little Mermaid)
- 1º settembre in Italia
- 8 febbraio 1980 nel Regno Unito
- 14 luglio 1982 in Francia (La petite sirène)
- 24 dicembre 1982 in Germania Est (prima TV) (Die kleine Seejungfrau)

### Edizione italiana
Il film fu distribuito nelle sale italiane il 1º settembre 1979 da Cinepatrizia. Il doppiaggio fu eseguito dalla E.D.C. negli stabilimenti Fono Roma, su direzione di Willy Moser e direzione musicale di Pietro Carapellucci. Questo doppiaggio venne successivamente distribuito in VHS nel 1990 dalla Scabar srl di Roma. Un secondo doppiaggio fu eseguito dalla C.R.C. per l'uscita di una nuova VHS, edita nel 1991 da Stardust nella collana Fantastimondo, con il titolo La sirenetta. In entrambe le edizioni sono state tagliate le riprese iniziali di Copenhagen dal vivo e la canzone dei titoli di testa. Le differenze di doppiaggio tra le due versioni sono essenzialmente quattro: 
1. Nel primo il principe decide di chiamare Marina "Principessa sirenetta", mentre nel secondo "Marina".
2. Nel primo doppiaggio viene detto che Marina alla sua morte diverrà spuma, mentre nel secondo "bolle di sapone". Da notare che quando la sirenetta Marina muore nel film il suo corpo si trasforma in bolle colorate che salgono fino al cielo.
3. Nel primo doppiaggio la canzone che canta Marina dopo aver ricevuto la sua perla viene tradotta in italiano, mentre nel secondo la canzone viene lasciata in lingua originale.
4. Nel primo doppiaggio la fanciulla di cui si innamora il principe è la principessa del regno di Finlandia, come nell'originale giapponese, mentre nel secondo è invece principessa di Svezia.

## Riconoscimenti
1977 – Giffoni Film Festival
- Primo premio categoria animazione[6]